# Тест на ВИЧ

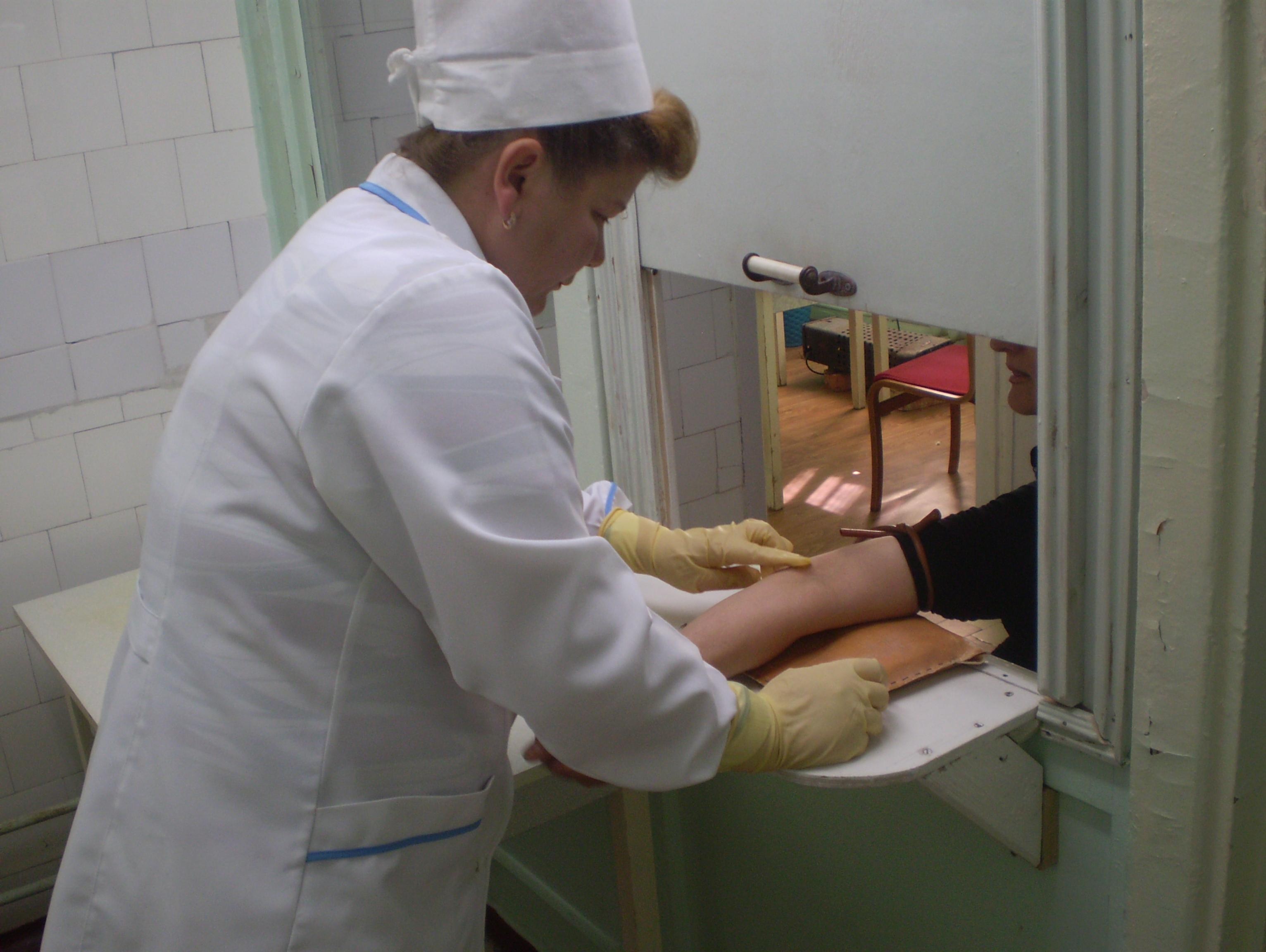
Сдача крови на анализы

Тест на ВИЧ позволяет выяснить, присутствует ли вирус иммунодефицита человека, его антигены или антитела к белкам ВИЧ в крови, моче или слюне. Анализом на вирусную нагрузку называется определение количества копий РНК вируса иммунодефицита человека в миллилитре плазмы крови, которое позволяет судить о стадии заболевания и эффективности антиретровирусной терапии.

## Принципы
Разработаны различные принципы тестирования, из них два используются наиболее часто: обнаружение антител и выявление белков, характерных для вируса. Результат теста принято называть положительным (вирус обнаружен), отрицательным (вируса нет) или сомнительным (маркеры вируса есть, но не все, результат не может считаться положительным).

### Антитела к ВИЧ

Титр антигена р24 и антител при ВИЧ-инфекции:
антиген р24
Антитела анти-р24
Антитела анти-Env

По некоторым данным, у 99 % инфицированных антитела обнаруживаются в течение первых 12 недель (6—12 недели) после первичного контакта с вирусом, по другим данным: у 90—95 % антитела к ВИЧ появляются в течение 3-х месяцев после заражения, у 5—9 % — через 6 месяцев, 0,5—1 % — в более поздние сроки).
Период с ложноотрицательным результатом антител называется «периодом окна». Уже в это время инфицированный человек может быть источником инфекции.
Первыми выявляемыми антителами являются «gag» (англ. group antigen ) белки ВИЧ — р24 и р17, а также прекурсор р55. Образование антител анти-р24 сочетается со снижением уровней свободного антигена р24, выявляемого в крови до появления антител.
Вслед за антителами анти-р24 появляются антитела против белков «Env» (англ. Envelope) — gp160, gp120, p88, gp41 и гена «pol» (англ. Polymerase) — p31, p51, p66. Могут определяться также и антитела против генов «vpr», «vpu», «vif», «rev», «tat», «nef».
Наиболее изученными антителами являются антитела, направленные против белков «Env» — gp120, gp41. Они разделяются на два класса: тип-специфичные и групп-специфичные. Другая группа антител анти-gp120, участвующая в антител-зависимом цитотоксическом действии (англ. ADCC) и уничтожении инфицированных ВИЧ-клеток CD4+, может уничтожать и неинфицированные клетки, рецепторы которых связаны свободным gp120, циркулирующим в крови — эффект, названный «Innocent bystanders» («Bystander killing»).

### Тест-системы, определяющие иммунный ответ

Схема оборудования для проведения проточной цитометрии

Предварительным тестом на ВИЧ является ИФА, определяющий наличие в крови антител, которые вырабатывает организм для борьбы с вирусом. Этот тест обладает высокой надёжностью (около 90 %) и селективностью, хорошо отработанная технология сделала этот тест недорогим (себестоимость около 1 долл. США). Для анализа берётся небольшое количество крови из вены.
Существуют также экспресс-тесты для анализа слюны и мочи, которые позволяют проводить тестирование без укола. В России утверждён единственный тест на слюну (околодесенная жидкость) производства США. На родине производителя он прошёл испытания и получил сертификат FDA. В России его испытаниями занимался ГИСК Им. Л. А. Тарасевича в 2009 году.
Выработка антител начинается в организме примерно в течение первого месяца после попадания вируса, затем их количество постепенно растёт. Спустя ещё два-два с половиной месяца вырабатывается достаточная концентрация антител для надёжного определения. Поэтому во многих странах (в том числе и в России) перед тестированием пациента предупреждают, что достоверный результат определяется спустя 3—6 месяцев после контакта с вирусом (ок. 90—95 % людей спустя 3—4 месяца, 5—9 % людей спустя 6 месяцев, 0,5—1 % людей гораздо дольше).
Если ИФА показал положительный результат, его перепроверяют с помощью более точного теста иммуноблот. Этот тест имеет очень высокую чувствительность и достоверность (99,9 %), но иногда выдаёт ложноположительные срабатывания. Диагноз «ВИЧ-инфекция» ставится лишь при наличии двух положительных результатов одновременно: ИФА и Вестерн-блот (иммуноблоттинг).
С апреля 2021 в России начато производство тест-системы 4 в 1 «МультиСКРИН» для одновременной диагностики ВИЧ, гепатитов В и С, сифилиса. Работа новой тест-системы основана на знакомой лабораториям методике иммуноферментного анализа (ИФА). В 2018—2020 году «МультиСКРИН» прошёл клинические испытания на базе новосибирского НИИ «Вектор» Роспотребнадзора и уже получил регистрационное удостоверение. Кроме того, разработка прошла дополнительные тестирования на базе московского НИИ скорой помощи им. Склифосовского. Исследование подтвердило специфичность на уровне более 99 % и чувствительность — 100 %.

### Тест-системы, определяющие РНК вируса
Самым распространённым из этой группы является тест под названием ПЦР (полимеразная цепная реакция). Обладает меньшей точностью (ок. 85 %), чем ИФА, однако может быть использован уже спустя 10 дней после возможной передачи вируса. Применяется в случаях, когда желателен ранний предварительный результат (до истечения 3 месяцев) или иммунный ответ не может служить показателем: у новорождённых, у пациентов, проходивших иммуносупрессорную терапию (отключение иммунного ответа). По результатам ПЦР диагноз не ставится.

### Новый тест TZA
Сотрудники Питтсбургского университета (University of Pittsburgh) разработали[когда?] новый высокочувствительный тест для обнаружения скрытых вирусов. Ведущий автор исследования Фалгуни Гупта (Phalguni Gupta) сообщил, что этот тест будет эффективнее и дешевле существующих методов диагностики ВИЧ. Тест назвали TZA. Он делается быстрее и крови для него требуется меньше. Принцип действия TZA — поиск гена, который активируется только при репликации вируса. По результатам теста было установлено, что у пациентов, у которых ВИЧ никак себя не проявлял в результате антиретровирусной терапии, резервуары вируса значительно больше — примерно в 70 раз. Однако новый тест не заменит предыдущий полностью, поскольку у Q-VOA и TZA разный механизм действия, и в зависимости от конкретного случая нужно применять подходящий тест.

### Достоверность результатов анализа
Сомнительным (или неопределённым) результат выявляется в случае, если результат невозможно трактовать как однозначное наличие вируса (например, присутствия в сыворотке крови антител, перекрёстно реагирующих с белками ВИЧ). В таком случае часто рекомендуют пересдать тест через несколько недель или применить более специфические тест-системы.
Ложноположительным результатом называется ситуация, в которой вируса нет, а тест показал положительный результат. Это возможно для теста по методу ИФА, последующая проверка с помощью другой системы подтверждает отсутствие вируса.
Ложноотрицательный результат — отрицательный показатель теста при том, что вирус присутствует. Такая ситуация может сложиться, если анализ проводится слишком рано, до истечения 3 месяцев (недостаточно антител в крови для срабатывания). Отрицательный результат даёт и анализ ПЦР во время проведения терапии против ВИЧ, когда концентрация вирусов в крови становится ничтожной, ниже порога срабатывания.

## СПИД
При помощи анализа наличия антигенов вируса или антител к белкам вируса невозможно установить стадию заболевания, определить, находится пациент в терминальной стадии (СПИД) или болезнь находится на более ранней стадии. Тест на ВИЧ лишь показывает наличие вируса или антител к вирусу в организме. Стадия приобретённого иммунного дефицита диагностируется при наличии как минимум двух ассоциированных оппортунистических заболеваний.

## Социальные аспекты и юридические нормы
Тестирование на ВИЧ очень важно с точки зрения сохранения здоровья. Результаты могут повлиять на планирование жизни и карьеры, отношение к собственному организму, сексуальные практики и точку зрения на употребление вредных или опасных субстанций. Вместе с тем результат может стать известен окружающим, а значит, служить причиной для дискриминации: увольнения с работы, развода с супругом, потери близкого человека или друзей, отказа в предоставлении медицинской помощи или других услуг. Часто получение положительного результата теста приводит к сильному стрессу у самого человека. Поэтому решение о тестировании должно приниматься осознанно, без давления и на полностью добровольной основе.

### Россия
В настоящее время тест доступен в большинстве российских городов. Как правило, тест по желанию пациента можно сделать анонимно и бесплатно. Документы требуются, если пациенту нужна справка с результатом на его имя. Взятие пробы крови делают в районных кожно-венерологических диспансерах (КВД), городских СПИД-центрах (организованных во всех городах уровня районного и областного центра) и многочисленных коммерческих лабораториях.
Основы законодательства Российской Федерации об охране здоровья граждан от 22 июля 1993 года № 5487-1 устанавливают, что для любого медицинского вмешательства необходимо информированное добровольное согласие пациента. Это, в частности, означает, что забор крови не может быть на законных основаниях произведён принудительно. Исключение сделано для пациентов, чьё состояние здоровья не позволяет им выразить свою волю (в этом случае решение принимает медицинский консилиум), и для подростков младше 15 лет (решение принимают законные представители).
Существует мнение, что принудительное тестирование каких бы то ни было групп населения якобы бесперспективно с точки зрения сдерживания эпидемии и что оно противоречит соблюдению прав человека. Проведение теста без согласия тестируемого является незаконным в России. Существуют также 4 ситуации, в которых предоставление результатов тестирования на ВИЧ является обязательным (но не насильственным — каждый может просто отказаться от участия):
1. Донорство крови, других биологических жидкостей и органов.
2. При устройстве на работу медицинского работника или другого специалиста в учреждение, которое непосредственно обрабатывает или принимает материалы, заведомо содержащие ВИЧ.
3. Для иностранных граждан — получение виз для проживания на территории России сроком более 3 месяцев.
4. Тестирование лиц, находящихся в местах лишения свободы в случае наличия клинических показаний (и в этом случае обследование может быть проведено только с согласия пациента).